# منتخب إندونيسيا للريشة الطائرة
منتخب إندونيسيا لتنس الريشة (بالإندونيسية: Tim nasional bulu tangkis Indonesia)‏ هو ممثل إندونيسيا الرسمي في المنافسات الدولية في كرة الريشة .